# Episodi di Terminator: The Sarah Connor Chronicles (prima stagione)
La prima stagione della serie televisiva Terminator: The Sarah Connor Chronicles è stata trasmessa dal 13 gennaio 2008 al 3 marzo 2008, dal network statunitense Fox.
In Italia, la prima stagione è stata trasmessa in anteprima assoluta dal 30 agosto 2008 al 27 settembre 2008 da Steel, canale a pagamento della piattaforma Mediaset Premium. In chiaro sono stati trasmessi i primi 4 episodi dal 10 dicembre 2008 al 28 dicembre 2008 su Italia 1, poi le trasmissioni sono state sospese a causa dei bassi ascolti raccolti. A partire dal 15 novembre 2010 Italia 1 ripropone la prima stagione, seguita dalla seconda (fino ad allora mai trasmessa in chiaro), con una nuova collocazione oraria: dal lunedì al venerdì alle 10:30.
| nº | Titolo originale   | Titolo italiano            | Prima TV USA     | Prima TV Italia   |
| -- | ------------------ | -------------------------- | ---------------- | ----------------- |
| 1  | Pilot              | Skynet: l'inizio           | 13 gennaio 2008  | 30 agosto 2008    |
| 2  | Gnothi Seauton     | Il mio nome è Sarah Connor | 14 gennaio 2008  | 30 agosto 2008    |
| 3  | The Turk           | Il turco                   | 21 gennaio 2008  | 6 settembre 2008  |
| 4  | Heavy Metal        | Heavy Metal                | 4 febbraio 2008  | 6 settembre 2008  |
| 5  | Queen's Gambit     | Scacchi e guerra           | 11 febbraio 2008 | 13 settembre 2008 |
| 6  | Dungeons & Dragons | Dungeons & Dragons         | 18 febbraio 2008 | 13 settembre 2008 |
| 7  | The Demon Hand     | L'apocalisse               | 25 febbraio 2008 | 20 settembre 2008 |
| 8  | Vick's Chip        | Il chip di Vick            | 3 marzo 2008     | 20 settembre 2008 |
| 9  | What He Beheld     | Il giorno del giudizio     | 3 marzo 2008     | 27 settembre 2008 |

## Skynet: l'inizio
- Titolo originale: Pilot
- Diretto da: David Nutter
- Scritto da: Josh Friedman

### Trama
Nel 1999, dopo gli eventi narrati in Terminator 2 - Il giorno del giudizio, Sarah Connor e suo figlio John Connor sono in fuga dalla polizia e dall'FBI. All'inizio della serie si apprende che Sarah e John si sono trasferiti in una cittadina rurale del Nuovo Messico: qui vengono trovati da un Terminator di nome Cromartie che, spacciandosi per un professore del suo liceo, attacca John, che viene salvato dall'intervento di Cameron, un altro terminator (con fattezze femminili) riprogrammato. Cameron conduce Sarah e John all'anno 2007, con una macchina del tempo costruita da dei collaboratori della resistenza alle macchine.
- Altri interpreti: Owain Yeoman (Cromartie), Dean Winters (Charlie Dixon).

## Il mio nome è Sarah Connor
- Titolo originale: Gnothi Seauton[2]
- Diretto da: David Nutter
- Scritto da: Josh Friedman

### Trama
Tre giorni dopo il loro arrivo nel 2007, Cameron porta Sarah a procurarsi delle nuove identità da quattro appartenenti alla resistenza inviati anch'essi indietro nel tempo. Poiché ne trovano tre morti, uno scomparso e un altro terminator che riescono a scacciare, Sarah decide di rivolgersi a Enrique per ottenere nuove identità. Nel frattempo cresce la frustrazione in John per essere costretto a rimanere in casa ad aspettare; i resti di Cromartie giunti dal 1999 incominciano ad autoassemblarsi.
- Altri interpreti: Brendan Hines (Andy Goode), Dean Winters (Charlie Dixon), Kristina Apgar (Cheri Westin), Omid Abtahi (Sumner), Sasha Roiz (Agente di polizia), Kellan Rhude (Curtis), Jonathan Sadowski (Sayles), David Kilde (Cromartie), Floriana Lima (Franny), Catherine Dent (agente Greta Simpson), Tiya Sircar (Zoey), Alessandra Toreson (Jordan Cowan), John Henry Whitaker (Chet), Tony Amendola (Enrique Salceda), Sonya Walger (Michelle Dixon), Sabrina Perez (Chola), Jesse Garcia (Carlos).

## Il turco
- Titolo originale: The Turk
- Diretto da: Paul Edwards
- Scritto da: John Wirth

### Trama
Nel verificare una nuova pista sulla creazione di Skynet, Sarah conosce Andy Goode, un commesso di un negozio di telefonini, che sta costruendo un computer che gioca a scacchi e che ha chiamato Il Turco (come un finto automa con tale nome del XVIII secolo). John e Cameron tentano di passare inosservati nel loro nuovo liceo, il che mette a dura prova John quando vorrebbe fermare una ragazza con tendenze suicide. Cromartie continua la sua ricerca di un rivestimento biologico mentre l'agente Ellison lavora sul caso dei tre combattenti uccisi nell'episodio precedente.
- Altri interpreti: Brendan Hines (Andy Goode), Kristina Apgar (Cheri Westin), Charlayne Woodard (Tarissa Dyson), Phil Morris (Miles Dyson), Alessandra Toreson (Jordan Cowan), Sabrina Perez (Chola), Floriana Lima (Franny), Tiya Sircar (Zoey), Jesse Garcia (Carlos), Catherine Dent (agente Greta Simpson).

## Heavy Metal
- Titolo originale: Heavy Metal
- Diretto da: Sergio Mimica Gezzan
- Scritto da: John Enbom

### Trama
Mentre sta cercando un carico rubato, John viene separato da Cameron e sua madre e a causa di questa separazione scopre quanto sia diventato pericoloso il futuro. Cromartie nel frattempo si costruisce una nuova identità, rubandola all'attore disoccupato George Laszlo.
- Altri interpreti: Michael Dempsey (Detective), Sean Smith (dott. Lyman), Linda Shing (Dolores), Andy Umberger (Davidson), Lee Thompson Young (Agente Stewart), Catherine Dent (Agente Greta Simpson), Garret Dillahunt (George Laszlo), Brian Bloom (Carter).

## Scacchi e guerra
- Titolo originale: Queen's Gambit
- Diretto da: Matt Earl Beesley
- Scritto da: Natalie Chaidez

### Trama
Quando Andy Goode, un amico di Sarah, sottopone il suo computer a una sfida a scacchi, Sarah si preoccupa delle potenzialità del computer e si trova ad affrontare un misterioso straniero, la cui storia è strettamente legata alla sua. Nel frattempo Cameron si trova di nuovo coinvolta nei sentimenti umani, John si fa un nuovo amico nell'officina della scuola, Cromartie si spaccia per un agente dell'FBI e l'agente Ellison scopre residui di una battaglia tra Terminator.
- Altri interpreti: Kristina Apgar (Cheri Westin), Brian Austin Green (Derek Reese), Dean Winters (Charlie Dixon), Brendan Hines (Andy Goode), Matt McColm (Vick), Neil Hopkins (Harris), Garret Dillahunt (George Laszlo/Cromartie), Sonya Walger (Michelle Dixon), Luis Chávez (Morris), Mark Ivanir (Dimitri).

## Dungeons & Dragons
- Titolo originale: Dungeons & Dragons
- Diretto da: Jeffrey Hunt
- Scritto da: Ashley Edward Miller e Zack Stentz

### Trama
Mentre riceve cure mediche per la ferita infertagli dal terminator, Derek Reese ha dei ricordi della sua vita nel futuro e della sua personale lotta contro le macchine. I flashback mostrano la sua cattura nel futuro e la sua ricerca del fratello scomparso, fino al suo salto indietro nel tempo. Nel frattempo Sarah si ritrova a provare a spiegare a Charlie perché è sparita così otto anni prima.
- Altri interpreti: Brian Austin Green (Derek Reese), Dean Winters (Charlie Dixon), Brendan Hines (Andy Goode), Jonathan Jackson (Kyle Reese), Matt McColm (Vick).

## L'apocalisse
- Titolo originale: The Demon Hand
- Diretto da: Charles Beeson
- Scritto da: Toni Graphia

### Trama
Cameron cerca la mano artificiale restante del Terminator, per distruggerla, ma scopre che è in mano all'agente Ellison, che ha sottratto alle prove la mano artificiale, e tenta di ricostruire la vita di Sarah Connor. Sarah manda Cameron a infiltrarsi in una scuola di danza gestita dalla sorella di Dmitri sperando che lo porti a lui e al Turco. L'agente Ellison, nella sua ricerca, si incontra con il dottor Peter Silberman che pensa sia una macchina e dopo averlo torturato tenta di ucciderlo. Cameron scopre infine dove si trova Dmitri e dopo aver avuto le informazioni se ne va lasciando che uccidano Dmitri e la sorella. L'agente Ellison sul punto di morire viene salvato da Sarah e fa rinchiudere il dottor Silberman in un manicomio. Nel tentativo di comprendere più a fondo gli umani Cameron tenta di imparare la danza classica.
- Guest star: Bruce Davison (Dottor Peter Silberman)
- Altri interpreti: Mark Ivanir (Dmitri Shipkov), Angela Gots (Maria), Traber Burns (Capo dello staff).

## Il chip di Vick
- Titolo originale: Vick's Chip
- Diretto da: Miller Tobin
- Scritto da: Daniel Thomsen

### Trama
Da un'ispezione nella camera di Cameron, Derek ritrova il chip di Vick, il Terminator; chip che Cameron non ha distrutto e con John decidono di provare ad accedervi cercando informazioni sul Terminator e la sua missione. Scoprono così che si era perfettamente infiltrato nella società e aveva una moglie, che ha poi ucciso. Il gruppo decide di partire alla ricerca del corpo. Scoprono così che non era la moglie ma una rivale nella progettazione della nuova infrastruttura della città che potrebbe fungere da sistema nervoso del futuro Skynet. John crea un virus informatico per fare in modo che il sistema non funzioni e venga abbandonato. Nel mentre Cromartie va alla ricerca di John, ma non lo trova. Con l'accesso ai dati del Terminator John scopre che è stato Vick ad uccidere la squadra di Derek, scagionando così dai sospetti Cameron. Il virus creato da John non funziona e il chip tenta di prendere il controllo del Pc ma non fa in tempo a comunicare con l'esterno. John decide così di utilizzare il chip di Cameron per distruggere la rete della città. Il tentativo riesce e Cameron viene riattivata. Infine Sarah viene a scoprire che Andy Goode è stato ucciso da Derek.
- Altri interpreti: Kristina Apgar (Cheri Westin), Edoardo Ballerini (Timms), Karina Logue (Barbara Chamberlain), Andre Royo (Sumner), Jonathan Sadowski (Cheri Westin), Matt McColm (Vick Chamberlain), Luis Chávez (Morris)

## Il giorno del giudizio
- Titolo originale: What He Beheld
- Diretto da: Mike Rohl
- Scritto da: Ian Goldberg

### Trama
Il gruppo tenta di mettersi in contatto con chi ha preso Il Turco. Ma dopo un primo approccio il suo possessore, Sarkissian, trova Sarah e Derek e quadruplica il prezzo. Nel tentativo di rintracciare Il Turco, John viene preso come ostaggio da Sarkissian che viene ucciso da Derek. Nel frattempo Ellison continua la sua ricerca sulle macchine e decide di arrestare il presunto assassino che si fa passare per un collega dell'FBI, che è in realtà il terminator Cromartie. Durante l'azione la squadra dell'FBI viene massacrata, a eccezione di Ellison che viene lasciato in vita dal Terminator, il quale pensa che gli servirà a condurlo, prima o poi, da Sarah Connor e John Connor. Sulla scena arriva anche l'ex fidanzato di Sarah. L'episodio e la stagione si concludono mostrando l'esplosione dell'auto in cui si trova Cameron.
- Altri interpreti: Garret Dillahunt (Cromartie), Catherine Dent (Agente Greta Simpson), Craig Fairbrass (Falso Sarkissian), Jesse Garcia (Carlos), James Urbaniak (Direttore del bar), Luis Chavez (Morris), Sabrina Perez (Chola), Ryan Kelley (Derek a 15 anni), Skyler Gisondo (Kyle a 8 anni).